# Matthijs van de Sande Bakhuyzen
Matthijs Nicolaas van de Sande Bakhuyzen (Amsterdam, 16 oktober 1988) is een Nederlands acteur. 

## Persoonlijk
Hij is een zoon van regisseursechtpaar Adriënne Wurpel en Willem van de Sande Bakhuyzen. Zijn jongere zus Roeltje acteert ook. Zelf heeft hij een relatie met actrice Tine Cartruyvels en woont in 2025 met haar en twee kinderen in Noord-Brabant ver weg van de (te) drukke stad Amsterdam. 

## Leven
Zijn middelbare schoolopleiding verkreeg hij aan het Barlaeus Gymnasium (2000-2006). Daarna volgde de studie aan de  Toneelacademie Maastricht (2006-2011). Nog voordat hij aan het gymnasium begon was hij al op televisie te zien in De Daltons.  Tijdens dat gymnasium volgden ook andere (bij)rollen.   Zijn ouders waren daarbij een zegen (bekend terrein), maar ook een vloek (het ging altijd over werk). Bekendheid van de ouders en hun omgeving voelde hij op zich afstralen, maar daardoor vlakte hij zichzelf ook weg. In de jaren twintig probeerde hij daar los van de te komen; zich ook wel bewust van de goede dingen. Het vroeg overlijden van zijn 47-jarige vader (en diens voorvaders) maakte hem bewust dat ook hij niet het eeuwige leven heeft en dat hij meer zichzelf moet zijn, ook zijn gezin maakte hem dat duidelijk   In 2025 was hij te zien in de film Full Moon (opnamen in Thailand) en waren er opnamen voor westernserie Billy the Kid (Verenigde Staten). 

## Prijzen / Nominaties
| Jaar | Prijs                                                                           |
| ---- | ------------------------------------------------------------------------------- |
| 2015 | Nominatie Gouden Kalf voor Beste Mannelijke Hoofdrol, voor de film Boy 7        |
| 2015 | Nominatie Gouden Kalf voor Beste Mannelijke Bijrol, voor de film De Ontsnapping |
| 2016 | Zilveren Notenkraker Televisie                                                  |

## Filmografie
| Film      | Film                                                        | Film                  | Film            |
| Jaar      | Productie                                                   | Rol                   | Opmerkingen     |
| --------- | ----------------------------------------------------------- | --------------------- | --------------- |
| 2001      | Saint Amour                                                 | Louis (12 jaar)       | bijrol          |
| 2001      | Cloaca                                                      | Bram Velsink          | bijrol          |
| 2004      | Dajo                                                        | jongen                | bijrol          |
| 2005      | Leef!                                                       | jongen in coffeeshop  | bijrol          |
| 2006      | Absolutely Positive                                         | jongen 1              | bijrol          |
| 2006      | Penvriendin                                                 | John                  | hoofdrol        |
| 2006      | Afblijven                                                   | Jordi                 | hoofdrol        |
| 2008      | Bloedbroeders                                               | Arnout van Riebeeck   | hoofdrol        |
| 2008      | Dunya en Desie in Marokko                                   | broer van Desie       | bijrol          |
| 2009      | Life is Beautiful (filmreeks)                               | diverse               | diverse         |
| 2009      | Het leven uit een dag                                       | Benny Wult            | hoofdrol        |
| 2009      | All the Best Cowboys Have Daddy Issues                      | Sam                   | hoofdrol        |
| 2010      | Schemer                                                     | Caesar                | hoofdrol        |
| 2010      | Even                                                        |                       | hoofdrol        |
| 2013      | Southwest                                                   | Daan                  | hoofdrol        |
| 2013      | APP                                                         | Daan Thijsse          | bijrol          |
| 2014      | Kenau                                                       | Pieter Ripperda       | bijrol          |
| 2014      | Onbeperkt                                                   | Sten                  | hoofdrol        |
| 2015      | Boy 7                                                       | Sam                   | hoofdrol        |
| 2015      | De ontsnapping                                              | Jimmy, Julia's broer  | bijrol          |
| 2016      | Lukas aan Zee                                               | Lukas                 | hoofdrol        |
| 2016      | Kamp Holland                                                | Dylan Postma          | hoofdrol        |
| 2017      | Off Track                                                   | Luuk                  | hoofdrol        |
| 2017      | Voor elkaar gemaakt                                         | Felix                 | hoofdrol        |
| 2019      | Men Discussing Their Feelings in an Emotionally Healthy Way | man                   | hoofdrol        |
| 2022      | Diep in de nacht                                            | vriend gastvrouw      | bijrol          |
| 2022      | Bo                                                          | David                 | hoofdrol        |
| 2022      | The Pod Generation                                          | Peter                 | bijrol          |
| 2023      | Toen ik je zag                                              | Maurits               | bijrol          |
| 2023      | All Inclusive                                               | Serge                 | hoofdrol        |
| 2024      | Goudappels                                                  | Vader van Steven      | bijrol          |
| 2025      | Full Moon                                                   | Noah                  | hoofdrol        |
| Televisie |                                                             |                       |                 |
| Jaar      | Productie                                                   | Rol                   | Opmerkingen     |
| 1999-2000 | De Daltons                                                  | Erik                  | hoofdrol        |
| 2002      | Ernstige Delicten                                           | Arjan                 | bijrol 1 aflev. |
| 2007-2008 | De Daltons, de jongensjaren                                 | Erik                  | hoofdrol        |
| 2010      | Sterke verhalen                                             | Dennis                | verteller       |
| 2011      | Rembrandt en ik                                             | Titus van Rijn        | bijrol 2 aflev. |
| 2012      | Gerede Twijfel                                              | Storm                 | hoofdrol        |
| 2013      | Feuten                                                      | Thijs Balkenstein     | bijrol          |
| 2014      | De Deal                                                     | Arjen                 | bijrol 2 aflev. |
| 2015      | Dagboek van een callgirl                                    | Ben van Vleuten       | bijrol          |
| 2015-2016 | Zwarte Tulp                                                 | Sjoerd                | bijrol 5 aflev. |
| 2017      | Brussel                                                     | Arjan van Veen        | bijrol 1 aflev. |
| 2018      | Suspects                                                    | Wout Meerman          | bijrol 1 aflev. |
| 2019      | De 12 van Schouwendam                                       | Pim Nijboer           | hoofdrol        |
| 2020      | Der Amsterdam Krimi                                         | Smet                  | bijrol 1 aflev. |
| 2023      | De stamhouder                                               | Alexander Münninghoff | hoofdrol        |